# Tigridia martinezii
Tigridia martinezii là một loài thực vật có hoa trong họ Diên vĩ. Loài này được Calderón miêu tả khoa học đầu tiên năm 1987.